# Batracomorphus adventitiosus
Batracomorphus adventitiosus är en insektsart som beskrevs av Evans 1966. Batracomorphus adventitiosus ingår i släktet Batracomorphus och familjen dvärgstritar. Inga underarter finns listade i Catalogue of Life.